# Власово (хутор, Можайский городской округ)

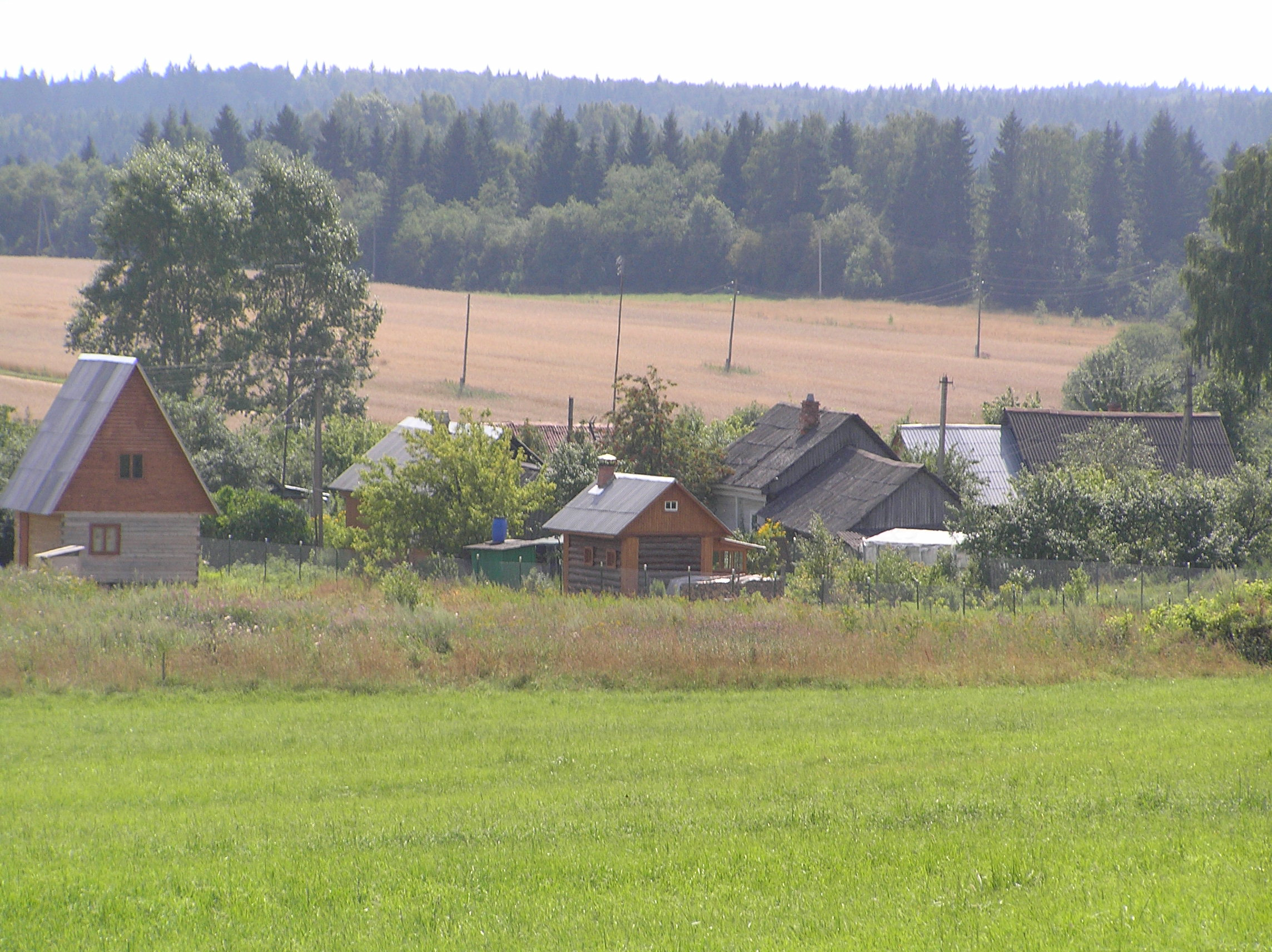

Власово — хутор в Можайском районе Московской области, в составе городского поселения Уваровка.

## География
Деревня расположена в центральной части района, на безымянном левом притоке реки Колочь, примерно в 2 км к юго-западу от пгт Уваровка, высота центра над уровнем моря 244 м. Ближайшие населённые пункты — Бараново, Воронино, Гриднево.

## История
До 2006 года Власово входило в состав Колоцкого сельского округа.
Постановлением Губернатора Московской области от 21 февраля 2019 года № 76-ПГ категория населённого пункта изменена с «деревня» на «хутор».

## Население
| 2002 | 2006 | 2010 |
| ---- | ---- | ---- |
| 8    | ↗11  | ↘6   |